# MBC Drama Awards
O MBC Drama Awards (hangul: MBC 연기대상; rr: MBC Yeon-gi Daesang) é uma cerimônia de premiação apresentada pela Munhwa Broadcasting Corporation (MBC) e que honra dramas coreanos notáveis exibidos em sua rede. É realizada anualmente em dezembro.
Ao contrário de suas concorrentes KBS e SBS, a sua maior honra da cerimônia, o "Grande Prêmio" (hangul: 대상; rr: Daesang), foi determinado pelos votos dos telespectadores nos anos de 2014, 2015 e 2016, e não por juízes profissionais. O processo foi amplamente criticado.

## Categorias
- Grande Prêmio (대상), dado ao melhor ator/atriz do ano.
- Drama do Ano (올해의 드라마)
- Prêmio de Alta Excelência na Atuação (최우수상)
- Prêmio de Excelência na Atuação (우수상)
- Prêmio Atuação de Ouro (황금 연기상)
- Top 10 MBC Drama Stars, concedido aos atores que mostraram talento, determinação e sucesso durante o ano.
- Prêmio de Melhor Ator Coadjuvante, dado ao ator que mostrou mais talento e destaque em um papel coadjuvante.
- Melhor Ator/Atriz Revelação (신인상)
- Melhor Ator/Atriz Jovem (아역 연기상)
- Roteirista do Ano (올해의 작가상)
- Prêmio do Produtor (프로듀서상) ou Prêmio PD (방송 3사 드라마 PD가 뽑은 올해의 연기자상), concedido ao melhor ator/atriz, conforme determinado pelos diretores de televisão das três emissoras.
- Prêmio de Popularidade (인기상) ou Prêmio de Popularidade do Internauta (네티즌 인기상)
- Prêmio de Melhor Casal (베스트 커플상), concedido ao(s) melhor(es) casal(es) dramático(s) votado(s) pelos internautas.
- Drama Favorito do Telespectador (시청자가 뽑은 올해의 드라마)
- Prêmio Família (가족상)
- Prêmio Especial (특별상)
- Prêmio de Conquista (공로상)
- Prêmio de Melhor Personagem (최고의 캐릭터상)
  - Prêmio de Melhor Vilão (최고의 악역상)
  - Prêmio de Espírito de Luta (투혼 연기상)
  - Prêmio de Personagem Cômico (코믹 캐릭터상)

## Grande Prêmio (Daesang)
Nota: nos anos de 2014~2016, o Daesang foi determinado pelos votos dos telespectadores.
| N° | Ano  | Vencedor(a)     | Drama                              |
| -- | ---- | --------------- | ---------------------------------- |
| 1  | 1982 | Lee Mi-sook     | Jang Hui-bin                       |
| 2  | 1983 | Jung Hye-sun    | Kan-nan-yi                         |
| 3  | 1984 | Jung Ae-ri      | Love and Truth                     |
| 3  | 1984 | Won Mi-kyung    | Love and Truth                     |
| 4  | 1985 | Kim Yong-rim    | Silver Grass                       |
| 5  | 1986 | Kim Soo-mi      | Country Diaries, The Season of Men |
| 6  | 1987 | Lee Deok-hwa    | Love and Ambition                  |
| 7  | 1988 | Kim Hye-ja      | Sand Castle                        |
| 8  | 1989 | Won Mi-kyung    | A Happy Woman                      |
| 9  | 1990 | Go Doo-shim     | The Dancing Gayageum               |
| 10 | 1991 | Kim Hee-ae      | Beyond the Mountains               |
| 11 | 1992 | Kim Hye-ja      | What Is Love?                      |
| 12 | 1993 | Kim Hee-ae      | Sons and Daughters                 |
| 13 | 1994 | Chae Shi-ra     | The Moon of Seoul                  |
| 14 | 1995 | Chae Shi-ra     | Apartment                          |
| 15 | 1996 | Kim Hye-soo     | Partner                            |
| 16 | 1997 | Choi Jin-sil    | Star in My Heart                   |
| 17 | 1998 | Kim Ji-soo      | See and See Again                  |
| 18 | 1999 | Kim Hye-ja      | Roses and Beansprouts              |
| 19 | 2000 | Jun Kwang-ryul  | Hur Jun                            |
| 20 | 2001 | Cha In-pyo      | Her House                          |
| 21 | 2002 | Jang Seo-hee    | Miss Mermaid                       |
| 22 | 2003 | Lee Young-ae    | Dae Jang Geum                      |
| 23 | 2004 | Go Doo-shim     | Ode to the Han River               |
| 24 | 2005 | Kim Sun-a       | My Lovely Sam Soon                 |
| 25 | 2006 | Song Il-gook    | Jumong                             |
| 26 | 2007 | Bae Yong-joon   | The Legend                         |
| 27 | 2008 | Kim Myung-min   | Beethoven Virus                    |
| 27 | 2008 | Song Seung-heon | East of Eden                       |
| 28 | 2009 | Go Hyun-jung    | Queen Seondeok                     |
| 29 | 2010 | Han Hyo-joo     | Dong Yi                            |
| 29 | 2010 | Kim Nam-joo     | Queen of Reversals                 |
| 30 | 2011 | —               | —                                  |
| 31 | 2012 | Cho Seung-woo   | The King's Doctor                  |
| 32 | 2013 | Ha Ji-won       | Empress Ki                         |
| 33 | 2014 | Lee Yoo-ri      | Jang Bo-ri is Here!                |
| 34 | 2015 | Ji Sung         | Kill Me, Heal Me                   |
| 35 | 2016 | Lee Jong-suk    | W – Two World                      |
| 36 | 2017 | Kim Sang-joong  | The Rebel                          |
| 37 | 2018 | So Ji-sub       | My Secret Terrius                  |
| 38 | 2019 | Kim Dong-wook   | Special Labor Inspector            |
| 39 | 2020 | Park Hae-jin    | Kkondae Intern                     |
| 40 | 2021 | Namkoong Min    | The Veil                           |
| 41 | 2022 | Lee Jong-suk    | Big Mouth                          |

## Drama do Ano
| Ano  | Vencedor               |
| ---- | ---------------------- |
| 2006 | Couple or Trouble      |
| 2011 | The Greatest Love      |
| 2012 | Moon Embracing the Sun |
| 2013 | A Hundred Year Legacy  |
| 2014 | Jang Bo-ri Is Here!    |
| 2015 | Kill Me, Heal Me       |
| 2016 | W – Two World          |
| 2017 | The Rebel              |
| 2018 | My Secret Terrius      |
| 2019 | Extraordinary You      |
| 2020 | Kkondae Intern         |
| 2021 | The Red Sleeve         |
| 2022 | Big Mouth              |

## Prêmios de Alta Excelência na Atuação

### Melhor Ator
| Ano  | Vencedor       | Drama                            |
| ---- | -------------- | -------------------------------- |
| 1985 | Kil Yong-woo   | Eulalia Grass                    |
| 1991 | Choi Jae-sung  | Eyes of Dawn                     |
| 1992 | Choi Soo-jong  |                                  |
| 1993 | Choi Soo-jong  |                                  |
| 1994 | Han Suk-kyu    | The Moon of Seoul                |
| 1995 | Jeong Bo-seok  | My Son's Woman                   |
| 1996 | Baek Il-seob   |                                  |
| 1997 | Jang Dong-gun  | Medical Brothers                 |
| 2000 | Ahn Jae-wook   | Bad Friends, Mothers and Sisters |
| 2001 | Cha In-pyo     | Her House                        |
| 2001 | Kang Seok-woo  | How Should I Be?                 |
| 2003 | Kim Rae-won    | Rooftop Room Cat                 |
| 2004 | Choi Min-soo   | Ode to the Han River             |
| 2004 | Lee Seo-jin    | Phoenix                          |
| 2005 | Eric Mun       | Super Rookie                     |
| 2005 | Hyun Bin       | My Lovely Sam Soon               |
| 2006 | Jun Kwang-ryul | Jumong                           |
| 2006 | Song Il-gook   | Jumong                           |
| 2007 | Kim Myung-min  | Behind the White Tower           |
| 2007 | Lee Seo-jin    | Yi San                           |
| 2008 | Cho Jae Hyun   | New Heart                        |
| 2008 | Jung Joon-ho   | The Last Scandal of My Life      |
| 2009 | Uhm Tae-woong  | Queen Seondeok                   |
| 2009 | Yoon Sang-hyun | Queen of Housewives              |
| 2010 | Ji Jin-hee     | Dong Yi                          |
| 2010 | Jung Joon-ho   | Queen of Reversals               |

### Melhor Atriz
| Ano  | Vencedora      | Drama                                     |
| ---- | -------------- | ----------------------------------------- |
| 1975 | Jung Hye-sun   | Reed                                      |
| 1986 | Kim Soo-mi     | Country Diaries                           |
| 1987 | Cha Hwa-yeon   | Love and Ambition                         |
| 1989 | Jeon In-hwa    |                                           |
| 1990 | Choi Myung-gil | That Woman                                |
| 1990 | Kim Hee-ae     | Forget Tomorrow                           |
| 1991 | Chae Shi-ra    | Eyes of Dawn                              |
| 1995 | Kim Hye-soo    |                                           |
| 1996 | Hwang Shin-hye | Lovers                                    |
| 1997 | Hwang Shin-hye | Cinderella                                |
| 1998 | Oh Yeon-soo    |                                           |
| 1999 | Kim Hye-soo    |                                           |
| 2000 | Hwang Soo-jung | Hur Jun                                   |
| 2000 | Won Mi-kyung   | Ajumma                                    |
| 2001 | Kim Nam-joo    | Her House                                 |
| 2001 | Song Yun-ah    | Hotelier, Sweet Bear                      |
| 2003 | Ha Ji-won      | Damo                                      |
| 2004 | Kim Hye-soo    | Ode to the Han River                      |
| 2004 | Lee Eun-ju     | Phoenix                                   |
| 2005 | Han Hye-jin    | Be Strong, Geum-soon!                     |
| 2005 | Kim Sun-a      | My Lovely Sam Soon                        |
| 2006 | Ha Hee-ra      | Love Me When You Can                      |
| 2006 | Han Hye-jin    | Jumong                                    |
| 2007 | Gong Hyo-jin   | Thank You                                 |
| 2007 | Yoon Eun-hye   | The 1st Shop of Coffee Prince             |
| 2008 | Bae Jong-ok    | Woman of Matchless Beauty, Park Jung-geum |
| 2008 | Lee Mi-sook    | East of Eden                              |
| 2009 | Kim Nam-joo    | Queen of Housewives                       |
| 2009 | Lee Yo-won     | Queen Seondeok                            |
| 2010 | Gong Hyo-jin   | Pasta                                     |
| 2010 | Shin Eun-kyung | Flames of Desire                          |

### Melhor Ator em Minissérie
| Ano  | Vencedor      | Drama                          |
| ---- | ------------- | ------------------------------ |
| 2002 | Kam Woo-sung  | I Love You, Hyun-jung          |
| 2011 | Cha Seung-won | The Greatest Love              |
| 2012 | Kim Soo-hyun  | Moon Embracing the Sun         |
| 2013 | Lee Seung-gi  | Gu Family Book                 |
| 2014 | Jang Hyuk     | Fated to Love You              |
| 2015 | Ji Sung       | Kill Me, Heal Me               |
| 2016 | Lee Jong-suk  | W – Two World                  |
| 2017 | Yoo Seung-ho  | The Emperor: Owner of the Mask |
| 2021 | Lee Jun-ho    | The Red Sleeve                 |
| 2022 | Yook Sung-jae | The Golden Spoon               |

### Melhor Atriz em Minissérie
| Ano  | Vencedora      | Drama                  |
| ---- | -------------- | ---------------------- |
| 2002 | Kim Ha-neul    | Romance                |
| 2011 | Gong Hyo-jin   | The Greatest Love      |
| 2012 | Han Ga-in      | Moon Embracing the Sun |
| 2013 | Bae Suzy       | Gu Family Book         |
| 2014 | Jang Na-ra     | Fated to Love You      |
| 2015 | Hwang Jung-eum | Kill Me, Heal Me       |
| 2016 | Han Hyo-joo    | W – Two World          |
| 2017 | Ha Ji-won      | Hospital Ship          |
| 2021 | Lee Se-young   | The Red Sleeve         |
| 2022 | Im Yoon-ah     | Big Mouth              |

### Melhor Ator em Drama de Projeto Especial
| Ano  | Vencedor       | Drama                                     |
| ---- | -------------- | ----------------------------------------- |
| 2012 | Cho Seung-woo  | The King's Doctor                         |
| 2013 | Joo Jin-mo     | Empress Ki                                |
| 2013 | Kim Jaewon     | Scandal: A Shocking and Wrongful Incident |
| 2014 | Jung Il-woo    | Diary of a Night Watchman                 |
| 2015 | Jung Jin-young | Glamorous Temptation                      |
| 2016 | Lee Seo Jin    | Marriage Contract                         |

### Melhor Atriz em Drama de Projeto Especial
| Ano  | Vencedora      | Drama                                       |
| ---- | -------------- | ------------------------------------------- |
| 2012 | Sung Yu-ri     | Feast of the Gods                           |
| 2013 | Shin Eun-kyung | Scandal: A Shocking and Wrongful Incident   |
| 2014 | Song Yun-ah    | Mama                                        |
| 2015 | Jeon In-hwa    | Legendary Witches, My Daughter, Geum Sa-wol |
| 2016 | Uee            | Marriage Contract                           |

### Melhor Ator em Série de Drama
| Ano  | Vencedor       | Drama                 |
| ---- | -------------- | --------------------- |
| 2002 | Lee Jae-ryong  | Sangdo                |
| 2011 | Kim Suk-hoon   | Twinkle Twinkle       |
| 2012 | Kim Jaewon     | May Queen             |
| 2013 | Lee Jung Jin   | A Hundred Year Legacy |
| 2014 | Kim Ji Hoon    | Jang Bo-ri Is Here!   |
| 2015 | Song Chang-eui | Make a Woman Cry      |
| 2016 | Lee Sang-woo   | Happy Home            |
| 2018 | Yeon Jung-hoon | My Healing Love       |

### Melhor Atriz em Série de Drama
| Ano  | Vencedora    | Drama                        |
| ---- | ------------ | ---------------------------- |
| 2002 | Jang Seo-hee | Miss Mermaid                 |
| 2011 | Kim Hyun-joo | Twinkle Twinkle              |
| 2011 | Shin Ae-ra   | Indomitable Daughters-in-Law |
| 2012 | Han Ji-hye   | May Queen                    |
| 2013 | Han Ji-hye   | Pots of Gold                 |
| 2014 | Oh Yeon-seo  | Jang Bo-ri Is Here!          |
| 2015 | Kim Jung-eun | Make a Woman Cry             |
| 2016 | Kim So-yeon  | Happy Home                   |
| 2018 | So Yoo-jin   | My Healing Love              |

### Melhor Ator em Drama de Fim de Semana
| Ano  | Vencedor     | Drama                         |
| ---- | ------------ | ----------------------------- |
| 2017 | Jang Hyuk    | Money Flower                  |
| 2018 | Kim Kang-woo | My Contracted Husband, Mr. Oh |
| 2019 | Lee Sang-woo | The Golden Garden             |

### Melhor Atriz em Drama de Fim de Semana
| Ano  | Vencedora   | Drama              |
| ---- | ----------- | ------------------ |
| 2017 | Lee Mi-sook | Money Flower       |
| 2018 | Chae Si-ra  | Goodbye to Goodbye |
| 2018 | Lee Yoo-ri  | Hide and Seek      |
| 2019 | Ye Ji-won   | Never Twice        |

### Melhor Ator em Novela
| Ano  | Vencedor  | Drama                   |
| ---- | --------- | ----------------------- |
| 2017 | Go Se-won | Return of Fortunate Bok |

### Melhor Atriz em Novela
| Ano  | Vencedora    | Drama                      |
| ---- | ------------ | -------------------------- |
| 2017 | Kim Mi-kyung | Person Who Gives Happiness |

### Melhor Ator em Drama de Segunda a Terça
| Ano  | Vencedor       | Drama                        |
| ---- | -------------- | ---------------------------- |
| 2017 | Jo Jung-suk    | Two Cops                     |
| 2017 | Kim Ji-seok    | Children of the 20th Century |
| 2018 | Jung Jae-young | Partners for Justice         |
| 2018 | Shin Ha-kyun   | Less Than Evil               |
| 2019 | Kim Dong-wook  | Special Labor Inspector      |
| 2020 | Shin Sung-rok  | Kairos                       |

### Melhor Atriz em Drama de Segunda a Terça
| Ano  | Vencedora   | Drama                |
| ---- | ----------- | -------------------- |
| 2017 | Lee Ha-nui  | The Rebel            |
| 2018 | Jeong Yu-mi | Partners for Justice |
| 2019 | Lim Ji-yeon | Welcome 2 Life       |
| 2020 | Nam Ji-hyun | 365: Repeat the Year |

### Melhor Ator em Drama de Quarta a Quinta
| Ano  | Vencedor     | Drama             |
| ---- | ------------ | ----------------- |
| 2018 | So Ji-sub    | My Secret Terrius |
| 2019 | Jung Hae-in  | One Spring Night  |
| 2020 | Kim Eung-soo | Kkondae Intern    |

### Melhor Atriz em Drama de Quarta a Quinta
| Ano  | Vencedora     | Drama                          |
| ---- | ------------- | ------------------------------ |
| 2018 | Kim Sun-ah    | Children of Nobody             |
| 2019 | Han Ji-min    | One Spring Night               |
| 2019 | Shin Se-kyung | Rookie Historian Goo Hae-ryung |
| 2020 | Im Soo-hyang  | When I Was the Most Beautiful  |

### Melhor Ator em Drama Diário
| Ano  | Vencedor    | Drama              |
| ---- | ----------- | ------------------ |
| 2021 | Cha Seo-won | The Second Husband |

### Melhor Atriz em Drama Diário
| Ano  | Vencedora      | Drama              |
| ---- | -------------- | ------------------ |
| 2021 | Uhm Hyun-kyung | The Second Husband |

### Melhor Ator em Drama Diário/de Um Ato
| Ano  | Vencedor    | Drama  |
| ---- | ----------- | ------ |
| 2022 | Park Ho-san | Hunted |

### Melhor Atriz em Drama Diário/de Um Ato
| Ano  | Vencedora      | Drama            |
| ---- | -------------- | ---------------- |
| 2022 | Lee Seung-yeon | The Secret House |

## Prêmios de Excelência na Atuação

### Melhor Ator
| Ano  | Vencedor      | Drama                         |
| ---- | ------------- | ----------------------------- |
| 1980 | Kil Yong-woo  |                               |
| 1980 | Park In-hwan  |                               |
| 1990 | Park In-hwan  | My Sister, Mong-sil           |
| 1991 | Choi Soo-jong |                               |
| 1994 | Lee Jae-ryong | General Hospital              |
| 1996 | Ahn Jae-wook  |                               |
| 1997 | Cha In-pyo    | You and I                     |
| 2000 | Ryu Si-won    | Truth                         |
| 2001 | Jo Min-ki     | Everyday with You, Sweet Bear |
| 2001 | Yoo Jun-sang  | How Should I Be?              |
| 2003 | Lee Seo-jin   | Damo                          |
| 2004 | Kim Suk-hoon  | Ode to the Han River          |
| 2004 | Kim Sung-min  | Lotus Flower Fairy            |
| 2005 | Kang Ji-hwan  | Be Strong, Geum-soon!         |
| 2006 | Kim Seung-soo | Jumong                        |
| 2006 | Kim Yoon-seok | Love Me When You Can          |
| 2006 | Oh Ji-ho      | Couple or Trouble             |
| 2007 | Gong Yoo      | The 1st Shop of Coffee Prince |
| 2007 | Lee Joon-gi   | Time Between Dog and Wolf     |
| 2008 | Jo Min-ki     | East of Eden                  |
| 2008 | Lee Dong-gun  | Night After Night             |
| 2009 | Choi Cheol-ho | Queen of Housewives           |
| 2009 | Kim Nam-gil   | Queen Seondeok                |
| 2010 | Lee Min Ho    | Personal Taste                |
| 2010 | Park Si-hoo   | Queen of Reversals            |

### Melhor Atriz
| Ano  | Vencedora      | Drama                                  |
| ---- | -------------- | -------------------------------------- |
| 1974 | Park Won-sook  | Narcissus                              |
| 1984 | Go Doo-shim    |                                        |
| 1985 | Choi Myung-gil | The Ume Tree in the Midst of the Snow  |
| 1991 | Bae Jong-ok    |                                        |
| 1993 | Go Hyun-jung   | My Mother's Sea                        |
| 1994 | Shin Eun-kyung | General Hospital                       |
| 1995 | Lee Seung-yeon |                                        |
| 1998 | Park Won-sook  | See and See Again                      |
| 1999 | Song Yun-ah    | The Boss                               |
| 2000 | Choi Ji-woo    | Mr. Duke                               |
| 2001 | Kim Hyun-joo   | Her Jouse                              |
| 2003 | So Yoo-jin     | The Bean Chaff of My Life, Good Person |
| 2004 | Jung Hye-young | Phoenix                                |
| 2004 | Kim Min-sun    | Ode to the Han River                   |
| 2005 | Han Ga-in      | Super Rookiei                          |
| 2005 | Jung Ryeo-won  | My Lovely Sam Soon                     |
| 2006 | Han Ye-seul    | Couple or Trouble                      |
| 2007 | Han Ji-min     | Yi San                                 |
| 2007 | Nam Sang-mi    | Time Between Dog and Wolf              |
| 2008 | Han Ji-hye     | East of Eden                           |
| 2008 | Moon So-ri     | My Life's Golden Age                   |
| 2009 | Go Na-eun      | Assorted Gems                          |
| 2009 | Lee Hye-young  | Queen of Housewives                    |
| 2010 | Lee So-yeon    | Dong Yi                                |
| 2010 | Park Eun-hye   | Pink Lipstick                          |

### Melhor Ator em Minissérie
| Ano  | Vencedor       | Drama                            |
| ---- | -------------- | -------------------------------- |
| 2002 | Yang Dong-geun | Ruler of Your Own World          |
| 2011 | Kim Jaewon     | Listen to My Heart               |
| 2012 | Park Yoo-chun  | Missing You                      |
| 2013 | Joo Won        | 7th Grade Civil Servant          |
| 2014 | Kim Sang-joong | A New Leaf                       |
| 2015 | Park Seo Joon  | Kill Me, Heal Me, She Was Pretty |
| 2016 | Seo In-guk     | Shopaholic Louis                 |
| 2017 | Shin Sung-rok  | Man Who Dies to Live             |
| 2021 | Lee Sang-yeob  | On the Verge of Insanity         |
| 2022 | Kim Young-dae  | The Forbidden Marriage           |

### Melhor Atriz em Minissérie
| Ano  | Vencedora      | Drama                                    |
| ---- | -------------- | ---------------------------------------- |
| 2002 | Lee Na-young   | Ruler of Your Own World                  |
| 2011 | Hwang Jung-eum | Listen to My Heart                       |
| 2011 | Lee Bo-young   | Hooray for Love                          |
| 2012 | Lee Yoon-ji    | The King 2 Hearts                        |
| 2013 | Shin Se-kyung  | When a Man Falls in Love                 |
| 2014 | Choi Soo-young | My Spring Days                           |
| 2015 | Kang So-ra     | Warm and Cozy                            |
| 2016 | Lee Sung-kyung | Fada do levantamento de peso Kim Bok-joo |
| 2017 | Han Sun-hwa    | Radiant Office                           |
| 2021 | Jang Young-nam | The Veil                                 |
| 2022 | Park Ju-hyun   | The Forbidden Marriage                   |
| 2022 | Lee Hye-ri     | May I Help You?                          |

### Melhor Ator em Drama de Projeto Especial
| Ano  | Vencedor      | Drama                                |
| ---- | ------------- | ------------------------------------ |
| 2012 | Lee Sang-woo  | Feast of the Gods, The King's Doctor |
| 2013 | Ji Chang-wook | Empress Ki                           |
| 2014 | Choi Jin-hyuk | Pride and Prejudice                  |
| 2015 | Son Chang-min | My Daughter, Geum Sa-wol             |
| 2016 | Seo Ha-joon   | The Flower in Prison                 |

### Melhor Atriz em Drama de Projeto Especial
| Ano  | Vencedora     | Drama                         |
| ---- | ------------- | ----------------------------- |
| 2012 | Son Dam-bi    | Lights and Shadows            |
| 2013 | Uee           | Golden Rainbow                |
| 2014 | Baek Jin-hee  | Pride and Prejudice, Triangle |
| 2015 | Oh Hyun-kyung | Legendary Witches             |
| 2016 | Jin Se-yeon   | The Flower in Prison          |

### Melhor Ator em Série de Drama
| Ano  | Vencedor       | Drama             |
| ---- | -------------- | ----------------- |
| 2002 | Ryu Si-won     | Since We Met      |
| 2011 | Ji Hyun-woo    | A Thousand Kisses |
| 2012 | Jae Hee        | May Queen         |
| 2013 | Yeon Jung-hoon | Pots of Gold      |
| 2014 | Lee Jang Woo   | Rosy Lovers       |
| 2015 | Park Yeong-gyu | Mom               |
| 2016 | Son Ho-jun     | Blow Breeze       |
| 2018 | Lee Kyu-han    | The Rich Son      |

### Melhor Atriz em Série de Drama
| Ano  | Vencedora      | Drama                                |
| ---- | -------------- | ------------------------------------ |
| 2002 | Woo Hee-jin    | Miss Mermaid                         |
| 2011 | Lee Yoo-ri     | Twinkle Twinkle                      |
| 2012 | Seo Hyun-jin   | Feast of the Gods, Here Comes Mr. Oh |
| 2013 | Hong Soo-hyun  | Give Love Away                       |
| 2014 | Kim Ji-young   | Everybody, Kimchi!                   |
| 2015 | Cha Hwa-yeon   | Mom                                  |
| 2016 | Lim Ji-yeon    | Blow Breeze                          |
| 2018 | Park Joon-geum | My Healing Love                      |

### Melhor Ator em Drama de Fim de Semana
| Ano  | Vencedor       | Drama                         |
| ---- | -------------- | ----------------------------- |
| 2017 | Jang Seung-jo  | Money Flower                  |
| 2018 | Jung Sang-hoon | My Contracted Husband, Mr. Oh |
| 2019 | Ryu Soo-young  | Love in Sadness               |

### Melhor Atriz em Drama de Fim de Semana
| Ano  | Vencedora    | Drama              |
| ---- | ------------ | ------------------ |
| 2017 | Jang Hee-jin | You Are Too Much   |
| 2018 | Jo Bo-ah     | Goodbye to Goodbye |
| 2019 | Park Se-wan  | Never Twice        |

### Melhor Ator em Novela
| Ano  | Vencedor        | Drama          |
| ---- | --------------- | -------------- |
| 2017 | Kang Kyung-joon | Sisters-in-Law |

### Melhor Atriz em Novela
| Ano  | Vencedora    | Drama                   |
| ---- | ------------ | ----------------------- |
| 2017 | Song Seon-mi | Return of Fortunate Bok |

### Melhor Ator em Drama de Segunda a Terça
| Ano  | Vencedor      | Drama                |
| ---- | ------------- | -------------------- |
| 2017 | Kim Seon-ho   | Two Cops             |
| 2018 | Woo Do-hwan   | Tempted              |
| 2019 | Oh Man-seok   | Partners for Justice |
| 2020 | Lee Joon-hyuk | 365: Repeat the Year |

### Melhor Atriz em Drama de Segunda a Terça
| Ano  | Vencedora     | Drama                   |
| ---- | ------------- | ----------------------- |
| 2017 | Chae Soo-bin  | The Rebel               |
| 2018 | Moon Ga-young | Tempted                 |
| 2019 | Park Se-young | Special Labor Inspector |
| 2020 | Nam Gyu-ri    | Kairos                  |

### Melhor Ator em Drama de Quarta a Quinta
| Ano  | Vencedor     | Drama                                         |
| ---- | ------------ | --------------------------------------------- |
| 2018 | Jang Ki-yong | Come and Hug Me                               |
| 2019 | Cha Eun-woo  | Rookie Historian Goo Hae-ryung                |
| 2020 | Im Joo-hwan  | The Game: Towards Zero The Spies Who Loved Me |

### Melhor Atriz em Drama de Quarta a Quinta
| Ano  | Vencedora    | Drama                  |
| ---- | ------------ | ---------------------- |
| 2018 | Jung In-sun  | My Secret Terrius      |
| 2019 | Kim Hye-yoon | Extraordinary You      |
| 2020 | Kim Seul-gi  | Find Me in Your Memory |

### Melhor Ator em Drama Curto
| Ano  | Vencedor       | Drama             |
| ---- | -------------- | ----------------- |
| 2021 | Jung Moon-sung | Moebius: The Veil |

### Melhor Atriz em Drama Curto
| Ano  | Vencedora    | Drama          |
| ---- | ------------ | -------------- |
| 2021 | Kim Hwan-hee | Here's My Plan |

### Melhor Ator em Drama Diário/de Um Ato
| Ano  | Vencedor    | Drama            |
| ---- | ----------- | ---------------- |
| 2022 | Seo Ha-joon | The Secret House |

### Melhor Atriz em Drama Diário/de Um Ato
| Ano  | Vencedora      | Drama            |
| ---- | -------------- | ---------------- |
| 2022 | Choi Soo-young | Fanletter Please |

## Prêmios de Melhor Coadjuvante

### Melhor Ator/Atriz Coadjuvante em Drama de Segunda a Terça
| Ano  | Vencedor(a)   | Drama                   |
| ---- | ------------- | ----------------------- |
| 2018 | Kim Jae-kyung | Bad Papa                |
| 2019 | Oh Dae-hwan   | Special Labor Inspector |

### Melhor Ator/Atriz Coadjuvante em Drama de Quarta a Quinta
| Ano  | Vencedor(a)   | Drama                          |
| ---- | ------------- | ------------------------------ |
| 2018 | Kang Ki-young | My Secret Terrius              |
| 2019 | Lee Ji-hoon   | Rookie Historian Goo Hae-ryung |

### Melhor Ator/Atriz Coadjuvante em Drama de Fim de Semana
| Ano  | Vencedor(a)    | Drama              |
| ---- | -------------- | ------------------ |
| 2018 | Jung Hye-young | Goodbye to Goodbye |
| 2019 | Jung Si-ah     | The Golden Garden  |

### Melhor Ator/Atriz Coadjuvante em Série de Drama
| Ano  | Vencedor    | Drama            |
| ---- | ----------- | ---------------- |
| 2018 | Jeon No-min | Secrets and Lies |

### Melhor Ator/Atriz Coadjuvante
| Ano  | Vencedor(a)    | Drama                |
| ---- | -------------- | -------------------- |
| 2020 | Lee Sung-wook  | 365: Repeat the Year |
| 2020 | Kim Sun-young  | Kkondae Intern       |
| 2021 | Kim Do-hyun    | The Veil             |
| 2021 | Jang Hye-jin   | The Red Sleeve       |
| 2022 | Lee Chang-hoon | Tracer               |
| 2022 | Ye Soo-jung    | Hunted               |

## Prêmios Atuação de Ouro

### Prêmio Atuação de Ouro, Ator
| Ano  | Vencedor        | Categoria                   | Drama                                                   |
| ---- | --------------- | --------------------------- | ------------------------------------------------------- |
| 2007 | Choi Min-soo    | Drama Histórico             | The Legend                                              |
| 2007 | Lee Soon-jae    | Drama Histórico             | Yi San                                                  |
| 2007 | Jang Hyuk       | Minissérie                  | Thank You                                               |
| 2007 | Lee Sun-kyun    | Minissérie                  | Behind the White Tower                                  |
| 2007 | Kim Byung-ki    | Ator Veterano               | Ahyeon-dong Madam                                       |
| 2008 | Ji Sung         | Minissérie                  | New Heart                                               |
| 2008 | Park Geun-hyung | Série de Drama              | Woman of Matchless Beauty, Park Jung-geum, East of Eden |
| 2008 | Park Chul-min   | Atriz Coadjuvante           | New Heart, Beethoven Virus                              |
| 2008 | Yoo Dong-geun   | Ator Veterano               | East of Eden                                            |
| 2009 | Kim Chang-wan   | Minissérie                  | Queen of Housewives, Triple                             |
| 2009 | Ahn Gil-kang    | Ator Coadjuvante            | Queen Seondeok                                          |
| 2009 | Kang Nam-gil    | Ator Veterano               | Creating Destiny                                        |
| 2010 | Park Sang-won   | Série de Drama              | Golden Fish                                             |
| 2010 | Kim Yu-seok     | Ator Coadjuvante            | Dong Yi                                                 |
| 2010 | Im Chae-moo     | Ator Veterano               | Enjoy Life                                              |
| 2011 | Jeong Bo-seok   | Minissérie                  | Can You Hear My Heart, Stormy Lovers                    |
| 2011 | Kil Yong-woo    | Série de Drama              | Twinkle Twinkle                                         |
| 2012 | Jun Kwang-ryul  | —                           | Lights and Shadows, Missing You                         |
| 2012 | Lee Deok-hwa    | —                           | May Queen                                               |
| 2013 | Cho Jae-hyun    | —                           | Scandal: A Shocking and Wrongful Incident               |
| 2013 | Jeong Bo-seok   | —                           | A Hundred Year Legacy                                   |
| 2013 | Kim Sang-joong  | —                           | Golden Rainbow                                          |
| 2014 | Ahn Nae-sang    | —                           | Jang Bo-ri is Here!                                     |
| 2014 | Choi Min-soo    | —                           | Pride and Prejudice                                     |
| 2016 | Kim Eui-sung    | Minissérie                  | W – Two World                                           |
| 2016 | Jung Joon-ho    | Projeto Especial de Drama   | The Flower in Prison                                    |
| 2016 | Lee Pil-mo      | Série de Drama              | Happy Home                                              |
| 2017 | Ahn Gil-kang    | Drama de Fim de Semana      | Bad Thief, Good Thief                                   |
| 2017 | Oh Jung-se      | Minissérie                  | Missing 9                                               |
| 2017 | Ahn Nae-sang    | Novela                      | Golden Pouch                                            |
| 2017 | Jeong Bo-seok   | Drama de Segunda a Terça    | The King in Love                                        |
| 2018 | Heo Joon-ho     | Drama de Segunda a Terça    | Come and Hug Me                                         |
| 2021 | Lee Deok-hwa    | Prêmio Lifetime Achievement | The Red Sleeve                                          |

### Prêmio Atuação de Ouro, Atriz
| Ano  | Vencedora       | Categoria                 | Drama                              |
| ---- | --------------- | ------------------------- | ---------------------------------- |
| 2007 | Choi Myung-gil  | Série de Drama            | By My Side                         |
| 2007 | Lee Yoon-ji     | Série de Drama            | By My Side                         |
| 2007 | Park Won-sook   | Atriz Veterana            | Winter Bird                        |
| 2008 | Kim Min-jung    | Minissérie                | New Heart                          |
| 2008 | Hong Eun-hee    | Série de Drama            | Don't Be Swayed                    |
| 2008 | Shin Eun-jung   | Atriz Coadjuvante         | East of Eden                       |
| 2008 | Song Ok-sook    | Veteran Actress           | Beethoven Virus                    |
| 2009 | Na Young-hee    | Minissérie                | Queen of Reversals                 |
| 2009 | Jung Hye-sun    | Série de Drama            | Assorted Gems                      |
| 2009 | Kim Young-ok    | Série de Drama            | Assorted Gems                      |
| 2009 | Seo Young-hee   | Atriz Coadjuvante         | Queen Seondeok                     |
| 2009 | Jung Ae-ri      | Atriz Veterana            | Good Job, Good Job, Can't Stop Now |
| 2010 | Kim Bo-yeon     | Série de Drama            | Golden Fish                        |
| 2010 | Ha Yoo-mi       | Atriz Coadjuvante         | Queen of Reversals                 |
| 2010 | Park Jung-soo   | Atriz Veterana            | Queen of Reversals, Enjoy Life     |
| 2011 | Bae Jong-ok     | Minissérie                | Hooray for Love                    |
| 2011 | Cha Hwa-yeon    | Série de Drama            | A Thousand Kisses                  |
| 2012 | Jeon In-hwa     | —                         | Feast of the Gods                  |
| 2012 | Yang Mi-kyung   | —                         | Moon Embracing the Sun, May Queen  |
| 2013 | Cha Hwa-yeon    | —                         | Give Love Away                     |
| 2013 | Kim Bo-yeon     | —                         | Princess Aurora                    |
| 2013 | Lee Hye-sook    | —                         | Pots of Gold                       |
| 2014 | Kim Hye-ok      | —                         | Jang Bo-ri is Here!                |
| 2014 | Lee Mi-sook     | —                         | Miss Korea, Rosy Lovers            |
| 2016 | Im Se-mi        | Minissérie                | Shopaholic Louis                   |
| 2016 | Lee Hwi-hyang   | Projeto Especial de Drama | Marriage Contract                  |
| 2016 | Kim Ji-ho       | Série de Drama            | Happy Home                         |
| 2017 | Shin Dong-mi    | Drama de Fim de Semana    | Father, I'll Take Care of You      |
| 2017 | Jang Shin-young | Minissérie                | Radiant Office                     |
| 2017 | Kim Seon-kyung  | Minissérie                | The Emperor: Owner of the Mask     |
| 2017 | Song Ok-sook    | Novela                    | The Person Who Gives Happiness     |
| 2017 | Seo Yi-sook     | Drama de Segunda a Terça  | The Rebel                          |
| 2018 | Kang Boo-ja     | Drama de Fim de Semana    | A Pledge to God                    |
| 2020 | Shim Yi-young   | —                         | My Wonderful Life                  |

## Prêmios Especiais de Atuação
| Ano  | Vencedor(a)                 | Categoria           | Drama                        |
| ---- | --------------------------- | ------------------- | ---------------------------- |
| 1994 | Dokgo Young-jae             | —                   | My Mother's Sea              |
| 1999 | Park Geun-hyung             | —                   |                              |
| 2001 | Kim Yong-gun                | —                   |                              |
| 2001 | Go Doo-shim                 | —                   |                              |
| 2002 | Han Hye-sook                | —                   | Miss Mermaid                 |
| 2002 | Jung Young-sook             | —                   | Miss Mermaid                 |
| 2002 | Park Geun-hyung             | —                   | Miss Mermaid                 |
| 2002 | Elenco conjunto (29 atores) | —                   | Country Diaries              |
| 2003 | Cho Jae Hyun                | —                   | Snowman, Damo                |
| 2003 | Im Hyun-sik                 | —                   | Dae Jang Geum                |
| 2003 | Bae Jong-ok                 | —                   | While You Were Dreaming      |
| 2003 | Yang Mi-kyung               | —                   | Dae Jang Geum                |
| 2004 | Byun Jung-soo               | —                   | The Woman Who Wants to Marry |
| 2004 | Sa Mi-ja                    | —                   | Lotus Flower Fairy           |
| 2005 | Lee Deok-hwa                | —                   | 5th Republic                 |
| 2005 | Son Chang-min               | —                   | Shin Don                     |
| 2006 | Heo Joon-ho                 | Drama Histórico     | Jumong                       |
| 2006 | Oh Yeon-soo                 | Drama Histórico     | Jumong                       |
| 2006 | Gong Yoo                    | Minissérie          | One Fine Day                 |
| 2006 | Sung Yu-ri                  | Minissérie          | One Fine Day                 |
| 2006 | Byun Woo-min                | Série de Drama      | Love Me When You Can         |
| 2006 | Hong Kyung-min              | Série de Drama      | Love Can't Wait              |
| 2006 | Lee Young-ah                | Série de Drama      | Love Can't Wait              |
| 2006 | Kim Jin-geun                | Drama de um Ato     |                              |
| 2006 | Seo Young-hee               | Drama de um Ato     | Who Lives in That House?     |
| 2006 | Lee Kye-in                  | Ator/Atriz Veterano | Jumon                        |
| 2006 | Kim Ja-ok                   | Ator/Atriz Veterano | My Beloved Sister            |
| 2006 | Kim Hye-ok                  | Ator/Atriz Veterano | Over the Rainbow             |
| 2011 | Kim Young-ae                | —                   | Royal Family                 |
| 2011 | Yoon Tae-young              | —                   | Midnight Hospital            |
| 2014 | Byun Hee-bong               | Drama de um Ato     | Lump in My Life              |

## Prêmios de Iniciantes

### Melhor Ator Revelação
| Ano  | Vencedor       | Drama                           |
| ---- | -------------- | ------------------------------- |
| 1980 | Kil Yong-woo   |                                 |
| 1988 | Park Sang-won  | Human Market                    |
| 1993 | Han Suk-kyu    | Pilot, Sons and Daughters       |
| 1994 | Ahn Jae-wook   |                                 |
| 1998 | Yu Oh-seong    | Aim for Tomorrow                |
| 1999 | Kim Sang-kyung |                                 |
| 1999 | Yoon Tae-young | The Boss                        |
| 2000 | Go Soo         | Mothers and Sisters             |
| 2000 | Kim Myung-min  | Some Like It Hot                |
| 2001 | Ji Sung        | The Rules of Marriage           |
| 2001 | Lee Seo-jin    | Her House                       |
| 2002 | Kim Jaewon     | Romance                         |
| 2002 | Kim Sung-min   | Miss Mermaid                    |
| 2003 | Gang Dong-won  | 1% of Anything                  |
| 2003 | Kim Min-jun    | Damo                            |
| 2004 | Eric Mun       | Phoenix                         |
| 2004 | Hyun Bin       | Ireland                         |
| 2005 | Daniel Henney  | My Lovely Sam Soon              |
| 2005 | Kang Ji-hwan   | Be Strong, Geum-soon!           |
| 2005 | Lee Min-ki     | Be Strong, Geum-soon!           |
| 2006 | Ju Ji-hoon     | Princess Hours                  |
| 2006 | Won Ki-joon    | Jumong                          |
| 2007 | Han Sang-jin   | Behind the White Tower, Yi San  |
| 2007 | Kim Min-sung   | Ahyeon-dong Madam               |
| 2008 | Park Hae-jin   | East of Eden                    |
| 2008 | Jang Keun-suk  | Beethoven Virus                 |
| 2009 | Lee Seung-hyo  | Queen Seondeok                  |
| 2009 | Yoo Seung-ho   | Queen Seondeok                  |
| 2010 | Lee Sang-yoon  | Home Sweet Home                 |
| 2010 | Lee Tae-sung   | Playful Kiss                    |
| 2011 | Lee Gi-kwang   | My Princess                     |
| 2011 | Park Yoo-chun  | Miss Ripley                     |
| 2011 | Park Yoon-jae  | Indomitable Daughters-in-Law    |
| 2012 | Kim Jae-joong  | Dr. Jin                         |
| 2012 | Lee Jang-woo   | Here Comes Mr. Oh, I Do, I Do   |
| 2013 | Lee Sang-yeob  | Give Love Away                  |
| 2013 | Oh Chang-seok  | Princess Aurora                 |
| 2014 | Choi Tae-joon  | Mother's Garden                 |
| 2014 | Yim Si-wan     | Triangle                        |
| 2015 | Kang Eun-tak   | Apgujeong Midnight Sun          |
| 2015 | Yoon Hyun-min  | My Daughter, Geum Sa-wol        |
| 2015 | Lee Soo-hyuk   | Scholar Who Walks the Night     |
| 2016 | Nam Joo-hyuk   | Weightlifting Fairy Kim Bok-joo |
| 2016 | Ryu Jun-yeol   | Lucky Romance                   |
| 2017 | Kim Jung-hyun  | The Rebel                       |
| 2017 | Kim Seon-ho    | Two Cops                        |
| 2018 | Kim Kyung-nam  | Come and Hug Me                 |
| 2018 | Lee Jun-young  | Goodbye to Goodbye              |
| 2019 | Lee Jae-wook   | Extraordinary You               |
| 2019 | Rowoon         | Extraordinary You               |
| 2020 | Ahn Bo-hyun    | Kairos                          |
| 2021 | Kang Hoon      | The Red Sleeve                  |
| 2022 | Lee Jong-won   | The Golden Spoon                |

### Melhor Atriz Revelação
| Ano  | Vencedora      | Drama                                    |
| ---- | -------------- | ---------------------------------------- |
| 1982 | Lee Hye-sook   | Women's History: Jang Hui-bin            |
| 1984 | Hwang Shin-hye | Father and Son                           |
| 1988 | Kyeon Mi-ri    | Queen Inhyeon                            |
| 1994 | Shim Eun-ha    | The Last Match, M                        |
| 1996 | Lee Min-young  |                                          |
| 1997 | Kim Ji-young   | You and I                                |
| 1999 | Kim Hye-sun    |                                          |
| 2000 | Ha Ji-won      | Secret                                   |
| 2001 | So Yoo-jin     | Delicious Proposal                       |
| 2001 | Son Ye-jin     | Delicious Proposal                       |
| 2002 | Im Ji-eun      | Golden Wagon                             |
| 2002 | Kim Min-sun    | I Love You, Hyun-jung                    |
| 2003 | Jeong Da-bin   | Rooftop Room Cat                         |
| 2003 | Soo Ae         | Love Letter, Merry Go Round              |
| 2004 | Kim Min-jung   | Ireland                                  |
| 2004 | Lee Da-hae     | Lotus Flower Fairy                       |
| 2005 | Seo Ji-hye     | Shin Don                                 |
| 2006 | Nam Sang-mi    | Sweet Spy                                |
| 2006 | Yoon Eun-hye   | Princess Hours                           |
| 2007 | Lee Ha-na      | Merry Mary                               |
| 2007 | Lee Ji-ah      | The Legend                               |
| 2008 | Lee So-yeon    | My Life's Golden Age                     |
| 2008 | Lee Yeon-hee   | East of Eden                             |
| 2009 | Lim Ju-eun     | Soul                                     |
| 2009 | Seo Woo        | Tamra, the Island                        |
| 2010 | Jo Yoon-hee    | Golden Fish                              |
| 2010 | Park Ha-sun    | Dong Yi                                  |
| 2011 | Hyomin         | Gyebaek                                  |
| 2011 | Lee Ha-nui     | Indomitable Daughters-in-Law             |
| 2011 | Seo Hyun-jin   | The Duo                                  |
| 2012 | Kim So-eun     | The King's Doctor                        |
| 2012 | Oh Yeon-seo    | Here Comes Mr. Oh                        |
| 2013 | Baek Jin-hee   | Empress Ki                               |
| 2013 | Jeon So-min    | Princess Aurora                          |
| 2014 | Han Sun-hwa    | Rosy Lovers                              |
| 2014 | Ko Sung-hee    | Miss Korea, The Night Watchman's Journal |
| 2015 | Park Ha-na     | Apgujeong Midnight Sun                   |
| 2015 | Lee Sung-kyung | Queen's Flower                           |
| 2015 | Lee Yu-bi      | Scholar Who Walks the Night              |
| 2016 | Nam Ji-hyun    | Shopaholic Louis                         |
| 2016 | Jo Bo-ah       | Monster                                  |
| 2017 | Lee Sun-bin    | Missing 9                                |
| 2017 | Seohyun        | Bad Thief, Good Thief                    |
| 2018 | Oh Seung-ah    | Secrets and Lies                         |
| 2018 | Lee Seol       | Less Than Evil                           |
| 2019 | Kim Hye-yoon   | Extraordinary You                        |
| 2020 | Kim Hye-jun    | Chip In                                  |
| 2021 | Kim Ji-eun     | The Veil                                 |
| 2022 | Yeonwoo        | The Golden Spoon                         |
| 2022 | Kim Min-ju     | The Forbidden Marriage                   |

## Prêmios da Juventude

### Melhor Ator Jovem
| Ano  | Vencedor        | Drama                               |
| ---- | --------------- | ----------------------------------- |
| 2007 | Park Ji-bin     | Yi San                              |
| 2008 | Park Gun-tae    | East of Eden                        |
| 2008 | Shin Dong-woo   | East of Eden                        |
| 2009 | Lee Hyung-suk   | Enjoy Life                          |
| 2010 | Lee Hyung-suk   | Dong Yi                             |
| 2011 | Yang Han-yeol   | The Greatest Love                   |
| 2012 | Yeo Jin-goo     | Moon Embracing the Sun, Missing You |
| 2013 | Chun Bo-geun    | The Queen's Classroom               |
| 2014 | Yoon Chan-young | Mama                                |
| 2015 | Yang Han-yeol   | She Was Pretty                      |
| 2017 | Lee Ro-woon     | The Rebel                           |
| 2017 | Nam Da-reum     | The King in Love                    |
| 2018 | Kim Gun-woo     | My Secret Terrius                   |
| 2018 | Wang Seok-hyun  | A Pledge to God                     |

### Melhor Atriz Jovem
| Ano  | Vencedora     | Drama                                          |
| ---- | ------------- | ---------------------------------------------- |
| 2007 | Seo Shin-ae   | Thank You                                      |
| 2008 | Nam Ji-hyun   | East of Eden                                   |
| 2009 | Jeon Min-seo  | Good Job, Good Job                             |
| 2009 | Nam Ji-hyun   | Rainha Seondeok                                |
| 2010 | Kim Yoo-jung  | Dong Yi, Flames of Desire                      |
| 2011 | Kim Yoo Bin   | Hooray for Love                                |
| 2012 | Kim So-hyun   | Moon Embracing the Sun, Missing You            |
| 2012 | Kim Yoo-jung  | Moon Embracing the Sun, May Queen              |
| 2013 | Kim Hyang-gi  | The Queen's Classroom                          |
| 2013 | Kim Sae-ron   | The Queen's Classroom                          |
| 2013 | Lee Young-yoo | The Queen's Classroom                          |
| 2013 | Seo Shin-ae   | The Queen's Classroom                          |
| 2014 | Kim Ji-young  | Jang Bo-ri Is Here!                            |
| 2015 | Kal So-won    | My Daughter, Geum Sa-wol, Glamorous Temptation |
| 2016 | Gu Geon-min   | Working Mom Parenting Daddy                    |
| 2016 | Jung Da-bin   | The Flower in Prison                           |
| 2018 | Ok Ye-rin     | My Secret Terrius                              |
| 2018 | Shin Eun-soo  | Bad Papa                                       |
| 2018 | Ryu Han-bi    | Come and Hug Me                                |
| 2018 | Shin Bi       | Goodbye to Goodbye                             |
| 2018 | Lee Na-yoon   | Hold Me Tight                                  |
| 2018 | Jo Ye-rin     | Hide and Seek                                  |
| 2019 | Lee Soo-ah    | Welcome 2 Life                                 |

## Prêmio de Melhor Personagem
| Ano  | Vencedor       | Drama            |
| ---- | -------------- | ---------------- |
| 2022 | Choi Won-young | The Golden Spoon |

### Prêmio de Melhor Vilão
| Ano  | Vencedor      | Drama     |
| ---- | ------------- | --------- |
| 2017 | Choi Tae-joon | Missing 9 |

### Prêmio de Espírito de Luta
| Ano  | Vencedor      | Drama                          |
| ---- | ------------- | ------------------------------ |
| 2017 | Kim Myung-soo | The Emperor: Owner of the Mask |

### Prêmio de Personagem Cômico
| Ano  | Vencedor      | Drama     |
| ---- | ------------- | --------- |
| 2017 | Jung Kyung-ho | Missing 9 |

## Prêmio PD
| Ano  | Vencedor(a)             | Drama                                                 |
| ---- | ----------------------- | ----------------------------------------------------- |
| 2006 | Chun Jung-myung         | What's Up Fox                                         |
| 2006 | Ji Hyun-woo             | Over the Rainbow                                      |
| 2006 | Jung Ryeo-won           | Which Star Are You From                               |
| 2006 | Kim Ok-bin              | Over the Rainbow                                      |
| 2007 | Kim Chang-wan           | The 1st Shop of Coffee Prince, Behind the White Tower |
| 2008 | Lee Soon-jae            | Beethoven Virus                                       |
| 2008 | Yeon Jung-hoon          | East of Eden                                          |
| 2009 | Shin Goo                | Queen Seondeok                                        |
| 2010 | Chae Jung-an            | Queen of Reversals                                    |
| 2010 | Lee Tae-gon             | Golden Fish                                           |
| 2010 | Oh Kyung-hoon (diretor) | Home Sweet Home                                       |
| 2011 | Choi Jong-hwan          | Gyebaek, The Duo                                      |
| 2011 | Kim Jung-tae            | Can't Lose, Miss Ripley                               |
| 2011 | Song Ji-hyo             | Gyebaek                                               |
| 2012 | Lee Sung-min            | Golden Time                                           |
| 2013 | Ha Ji-won               | Empress Ki                                            |
| 2014 | Lee Yoo-ri              | Jang Bo-ri is Here!                                   |
| 2015 | Hwang Jung-eum          | Kill Me, Heal Me, She Was Pretty                      |

## Roteirista do Ano
| Ano  | Vencedor(a)                      | Drama                            |
| ---- | -------------------------------- | -------------------------------- |
| 2002 | Bae Yoo-mi                       | Romance                          |
| 2002 | Im Sung-han                      | Miss Mermaid                     |
| 2002 | Lee Jung-soo                     | Suggestion                       |
| 2003 | Jung Hyun-soo                    | Damo                             |
| 2003 | Kim Young-hyun                   | Dae Jang Geum                    |
| 2003 | Park Ji-hyun                     | While You Were Dreaming          |
| 2005 | Kim Joon-ah                      | I Want to Meet You at Least Once |
| 2005 | Lee Ah-mi                        | PD Notebook                      |
| 2005 | Lee Jung-sun                     | Be Strong, Geum-soon!            |
| 2006 | Choi Wan-kyu, Jung Hyun-soo      | Jumong                           |
| 2007 | Han Sook-ja                      | MBC Special                      |
| 2007 | Kim Yi-young                     | Yi San                           |
| 2008 | Hong Jin-ah, Hong Ja-ram         | Beethoven Virus                  |
| 2008 | Kim Eun-hee                      | MBC Special                      |
| 2008 | Na Yeon-sook                     | East of Eden                     |
| 2009 | Kim Young-hyun, Park Sang-yeon   | Queen Seondeok                   |
| 2009 | Noh Kyung-hee                    | Tears of the Arctic              |
| 2009 | Park Ji-eun                      | Queen of Housewives              |
| 2010 | Go Hye-rim                       | Tears of the Amazon              |
| 2010 | Jo Eun-jung                      | Golden Fish                      |
| 2010 | Park Hyun-joo                    | Enjoy Life                       |
| 2011 | Bae Yoo-mi                       | Twinkle Twinkle                  |
| 2011 | Hong Mi-ran, Hong Jung-eun       | The Greatest Love                |
| 2012 | Jin Soo-wan                      | Moon Embracing the Sun           |
| 2012 | Son Young-mok                    | May Queen                        |
| 2013 | Gu Hyun-sook                     | A Hundred Year Legacy            |
| 2013 | Jang Young-chul, Jung Kyung-soon | Empress Ki                       |
| 2014 | Kim Soon-ok                      | Jang Bo-ri is Here!              |
| 2014 | Yoo Yoon-kyung                   | Mama                             |
| 2015 | Jo Sung-hee                      | She Was Pretty                   |
| 2015 | Ha Chung-ok                      | Make a Woman Cry                 |
| 2016 | Song Jae-jung                    | W – Two World                    |
| 2017 | Hwang Jin-young                  | The Rebel                        |
| 2018 | Oh Ji-young                      | My Secret Terrius                |
| 2019 | Kim Ban-di                       | Special Labor Inspector          |
| 2021 | Jung Hae-ri                      | The Red Sleeve                   |

## Ator do Ano
| Ano  | Vencedor   | Drama           |
| ---- | ---------- | --------------- |
| 2018 | Heo Jun-ho | Come and Hug Me |

## Prêmios de Popularidade

### Prêmio de Popularidade, Ator
| Ano  | Vencedor        | Drama                            |
| ---- | --------------- | -------------------------------- |
| 1997 | Ahn Jae-wook    | Star in My Heart                 |
| 1999 | Kam Woo-sung    |                                  |
| 2002 | Kim Jaewon      | Romance                          |
| 2002 | Yoo Jun-sang    | Fox and Cotton Candy             |
| 2003 | Kim Rae-won     | Rooftop Room Cat                 |
| 2004 | Eric Mun        | Phoenix                          |
| 2005 | Hyun Bin        | My Lovely Sam Soon               |
| 2006 | Oh Ji-ho        | Couple or Trouble                |
| 2007 | Bae Yong-joon   | The Legend                       |
| 2008 | Song Seung-heon | East of Eden                     |
| 2009 | Lee Joon-gi     | Hero                             |
| 2010 | Kim Hyun-joong  | Playful Kiss                     |
| 2011 | Kim Jaewon      | Can You Hear My Heart            |
| 2012 | Kim Soo-hyun    | Moon Embracing the Sun           |
| 2013 | Lee Seung-gi    | Gu Family Book                   |
| 2014 | Shin Ha-kyun    | Mr. Back                         |
| 2015 | Park Seo-joon   | Kill Me, Heal Me, She Was Pretty |
| 2016 | —               | —                                |
| 2017 | Kim Myung-soo   | The Emperor: Owner of the Mask   |

### Prêmio de Popularidade, Atriz
| Ano  | Vencedora      | Drama                            |
| ---- | -------------- | -------------------------------- |
| 1998 | Kim Hee-sun    |                                  |
| 2002 | Byun Jung-soo  | Man in Crisis                    |
| 2002 | Gong Hyo-jin   | Ruler of Your Own World          |
| 2003 | Ha Ji-won      | Damo                             |
| 2004 | Lee Na-young   | Ireland                          |
| 2005 | Kim Sun-a      | My Lovely Sam Soon               |
| 2006 | Han Ye-seul    | Couple or Trouble                |
| 2007 | Lee Ji-ah      | The Legend                       |
| 2008 | Lee Yeon-hee   | East of Eden                     |
| 2009 | Seo Woo        | Tamra, the Island                |
| 2010 | Han Hyo-joo    | Dong Yi                          |
| 2011 | Gong Hyo-jin   | The Greatest Love                |
| 2012 | Yoon Eun-hye   | Missing You                      |
| 2013 | Ha Ji-won      | Empress Ki                       |
| 2014 | Jang Na-ra     | Fated to Love You, Mr. Back      |
| 2015 | Hwang Jung-eum | Kill Me, Heal Me, She Was Pretty |
| 2016 | —              | —                                |
| 2017 | Kim So-hyun    | The Emperor: Owner of the Mask   |

### Prêmio de Melhor Casal
| Ano  | Vencedores                     | Drama                          |
| ---- | ------------------------------ | ------------------------------ |
| 1997 | Ahn Jae-wook e Choi Jin-sil    | Star in My Heart               |
| 1998 | Jeong Bo-seok e Kim Ji-soo     | See and See Again              |
| 2002 | Kim Sung-min e Jang Seo-hee    | Miss Mermaid                   |
| 2003 | Lee Seo-jin e Ha Ji-won        | Damo                           |
| 2004 | Lee Seo-jin e Lee Eun-ju       | Phoenix                        |
| 2005 | Hyun Bin e Kim Sun-a           | My Lovely Sam Soon             |
| 2006 | Oh Ji-ho e Han Ye-seul         | Couple or Trouble              |
| 2007 | Bae Yong-joon e Lee Ji-ah      | The Legend                     |
| 2008 | Song Seung-heon e Lee Yeon-hee | East of Eden                   |
| 2009 | Kim Nam-gil e Lee Yo-won       | Queen Seondeok                 |
| 2010 | Lee Sun-kyun e Gong Hyo-jin    | Pasta                          |
| 2011 | Cha Seung-won e Gong Hyo-jin   | The Greatest Love              |
| 2012 | Lee Joon-gi e Shin Min-a       | Arang and the Magistrate       |
| 2013 | Lee Seung-gi e Bae Suzy        | Gu Family Book                 |
| 2014 | Jang Hyuk e Jang Na-ra         | Fated to Love You              |
| 2015 | Ji Sung e Park Seo-joon        | Kill Me, Heal Me               |
| 2016 | Lee Jong-suk e Han Hyo-joo     | W – Two World                  |
| 2017 | —                              | —                              |
| 2018 | Jang Ki-yong e Jin Ki-joo      | Come and Hug Me                |
| 2019 | Cha Eun-woo e Shin Se-kyung    | Rookie Historian Goo Hae-ryung |
| 2020 | Kim Dong-wook e Moon Ga-young  | Find Me in Your Memory         |
| 2021 | Lee Jun-ho e Lee Se-young      | The Red Sleeve                 |
| 2022 | Lee Jong-suk e Im Yoon-ah      | Big Mouth                      |

### Drama Favorito do Telespectador
| Ano  | Vencedor        |
| ---- | --------------- |
| 2007 | The Legend      |
| 2008 | Beethoven Virus |
| 2009 | Queen Seondeok  |
| 2010 | Dong Yi         |

### Ator/Atriz Favorito(a) do Ano
| Ano  | Categoria                                              | Vencedor(a)    | Drama                   |
| ---- | ------------------------------------------------------ | -------------- | ----------------------- |
| 2000 | Escolha dos Telespectadores (Personagem de Ator/Atriz) | Im Hyun-sik    | Hur Jun                 |
| 2000 | Escolha dos Telespectadores (Personagem de Ator/Atriz) | Park Sang-myun | The Boss                |
| 2000 | Escolha dos Telespectadores (Personagem de Ator/Atriz) | Kim So-yeon    | All About Eve           |
| 2000 | Escolha dos Telespectadores (Personagem de Ator/Atriz) | Park Sun-young | Truth                   |
| 2000 | Escolha dos Jornalistas                                | Jun Kwang-ryul | Hur Jun                 |
| 2000 | Escolha dos Jornalistas                                | Hwang Soo-jung | Hur Jun                 |
| 2002 | Escolha dos Telespectadores                            | Yang Dong-geun | Ruler of Your Own World |
| 2002 | Escolha dos Telespectadores                            | Jang Seo-hee   | Miss Mermaid            |
| 2002 | Escolha dos Jornalistas                                | Yang Dong-geun | Ruler of Your Own World |
| 2002 | Escolha dos Jornalistas                                | Jang Seo-hee   | Miss Mermaid            |

### Prêmio de EstrelaHallyu
| Ano  | Vencedor(a)  | Drama       |
| ---- | ------------ | ----------- |
| 2012 | Yoon Eun-hye | Missing You |

## Melhor Apresentador de TV/Prêmio Especial paraMCde TV
| Ano  | Vencedor(a)                 | Programa                                        |
| ---- | --------------------------- | ----------------------------------------------- |
| 2002 | Park Soo-hong               | Time Machine                                    |
| 2002 | Sohn Suk-hee                | 100-Minute Debate                               |
| 2003 | Lee Jae-yong                | Very Special Morning, In Search of Delicious TV |
| 2004 | Kim Sung-joo                | Apple Tree                                      |
| 2004 | Kim Kwang-min, Lee Hyun-woo | Wednesday Art Stage                             |
| 2005 | Park Hye-jin                | Focus on Topic                                  |
| 2005 | Sung Dong-il                | Information Talk and All-Round Beauty           |
| 2006 | Shin Dong-ho                | Live Today                                      |
| 2007 | Kim Sung-hwan               | Happy Silver: Home is Now                       |
| 2007 | Im Ye-jin                   | Good Day                                        |

## Melhor Dublador(a) de TV
| Ano  | Vencedor(a)     | Programa                       |
| ---- | --------------- | ------------------------------ |
| 2002 | Park Ji-hoon    |                                |
| 2005 | Choi Seong-woo  | CSI: Crime Scene Investigation |
| 2005 | Lee Jong-hyuk   | CSI: Crime Scene Investigation |
| 2006 | Kim Youngsun    | CSI: Crime Scene Investigation |
| 2006 | Yoon Seong-hye  | CSI: Crime Scene Investigation |
| 2007 | Choi Won-hyeong | CSI: NY                        |
| 2007 | Eom Hyeon-jeong | CSI: Miami                     |
| 2008 | Choi Yoon-young | CSI: Crime Scene Investigation |
| 2008 | Kim Ho-seong    | CSI: Miami                     |
| 2009 | Sung Sun-nyeo   | Zero                           |
| 2009 | Choi Han        | CSI: Crime Scene Investigation |
| 2010 | Sin Seong-ho    |                                |
| 2010 | Song Joon-seok  |                                |
| 2011 | Bak Seon-yeong  |                                |
| 2012 | Jeon Soo-bin    | CSI: Miami (10a Temporada)     |
| 2015 | Jeong Jae-heon  |                                |
| 2016 | Choi Soo-jin    |                                |

## Prêmio Especial na Categoria TV
| Ano  | Vencedor(a)    | Notas                                                       |
| ---- | -------------- | ----------------------------------------------------------- |
| 2003 | Jung Eun-young | Repórter, "Briefing Muito Especial" no Very Special Morning |
| 2005 | Lee Sang-eun   | Repórter, Very Special Morning                              |
| 2005 | Moon Hye-jung  | Reporter, Very Special Morning                              |
| 2006 | Han Sun-jung   | Roteirista, W, MBC Special                                  |
| 2006 | Kim Ji-yeon    | Repórter, Live This Morning                                 |
| 2006 | Kim Yong-pil   | Repórter, Live This Morning                                 |
| 2007 | Jung In        | Produtor                                                    |
| 2008 | Lee Jae-gyu    | Diretor, Beethoven Virus                                    |
| 2008 | Lee Jae-yong   | Apresentador                                                |
| 2009 | Kim Sung-shil  | Diretor de artes marciais, Queen Seondeok                   |
| 2009 | Oh Sang-jin    | Apresentador                                                |
| 2010 | Moon Ji-ae     | Apresentador, Zero                                          |
| 2010 | Park Jin-woo   | Repórter, Live This Morning                                 |

## Prêmio Família
| Ano  | Vencedor              |
| ---- | --------------------- |
| 2005 | Be Strong, Geum-soon! |
| 2006 | My Beloved Sister     |
| 2007 | Kimcheed Radish Cubes |
| 2008 | I Love You, Don't Cry |
| 2009 | Enjoy Life            |
| 2010 | Gloria                |

## Rádio

### Prêmio de Alta Excelência em Rádio
| Ano  | Vencedor(a)              | Programa                            |
| ---- | ------------------------ | ----------------------------------- |
| 2000 | Lee Taek-rim             | Enjoy at 2:00 in the Afternoon      |
| 2002 | Yoon Do-hyun             | 2 o'clock Date                      |
| 2003 | Kang Seok, Kim Hye-young | Smile Show                          |
| 2004 | Bae Chul-soo             | Bae Cheol-soo's Music Camp          |
| 2005 | Ock Joo-hyun             | On a Starry Night                   |
| 2006 | Jung Sun-hee             |                                     |
| 2007 | Choi Yoo-ra              | Now Is the Era of Radio             |
| 2008 | Lee Moon-sae             | This Is Lee Moon-sae in the Morning |
| 2009 | Sohn Suk-hee             | Sohn Suk-hee's Focus                |
| 2010 | Jo Young-nam             | Now Is the Era of Radio             |

### Prêmio de Excelência em Rádio
| Ano  | Vencedor(a)    | Programa                                          |
| ---- | -------------- | ------------------------------------------------- |
| 2002 | Kim Won-hee    | Hopeful Music at Noon                             |
| 2002 | Ock Joo-hyun   | On a Starry Night                                 |
| 2003 | Choi Yang-rak  | Choi Yang-rak's Fun Radio                         |
| 2003 | Noh Sa-yeon    | Enjoy at 2:00 in the Afternoon                    |
| 2004 | Jeon Yu-seong  | Now Is the Era of Radio                           |
| 2004 | Kim Mi-hwa     | The World and We                                  |
| 2005 | Ji Sang-ryeol  | Ji Sang-ryeol and Noh Sa-yeon's Hooray for 2 p.m. |
| 2005 | Kim Sung-joo   | Good Morning FM                                   |
| 2005 | Yoon Jong-shin | 2 o'clock Date                                    |
| 2006 | Jo Jung-rin    |                                                   |
| 2006 | Park Kyung-lim |                                                   |
| 2006 | Tablo          |                                                   |
| 2007 | Park Jung-ah   | On a Starry Night                                 |
| 2007 | Sung Si-kyung  | Blue Nights with Sung Si-kyung                    |
| 2008 | Kangin         | Kangin's Good Friends                             |
| 2008 | Kang Seok-woo  | Women's Era                                       |
| 2009 | Park Myeong-su | Park Myeong-su's 2 o'clock Date                   |
| 2009 | Shindong       | Shindong and Kim Shin-young's ShimShimTapa        |
| 2010 | Bae Chil-soo   | Bae Han-sung and Bae Chil-soo's Fight             |
| 2010 | Hyun Young     | Jung-oh's Request Line                            |

### Melhor Revelação em Rádio
| Ano  | Vencedor(a)    | Programa                     |
| ---- | -------------- | ---------------------------- |
| 2007 | Jo Young-nam   | Now Is the Era of Radio      |
| 2008 | Kim Shin-young | ShimShimTapa                 |
| 2009 | Kim Tae-yeon   | Taeyeon's Good Friends       |
| 2010 | Noh Hong-chul  | Noh Hong-chul's Good Friends |

### Melhor Roteirista de Rádio
| Ano  | Vencedor(a)     | Programa                |
| ---- | --------------- | ----------------------- |
| 2003 | Noh Kyung-hee   | Joys and Sorrows        |
| 2003 | Oh Kyung-ah     | Now Is the Era of Radio |
| 2007 | Kim Sung        | Smile Show              |
| 2008 | Kim Shin-wook   | Fun in Words            |
| 2009 | Ryu Mi-na       | Now Is the Era of Radio |
| 2010 | Park Chang-seob | Sohn Suk-hee's Focus    |

### Melhor Ator/Atriz em Rádio
| Ano  | Vencedor(a)  | Programa                |
| ---- | ------------ | ----------------------- |
| 2006 | Ahn Ji-hwan  | 2 o'clock Date          |
| 2012 | Choi Sang-ki | Bae Han-sung's Classics |

### Prêmio Especial de Rádio
| Ano  | Vencedor(a)     | Notas                                          |
| ---- | --------------- | ---------------------------------------------- |
| 2002 | Im Jin-mo       | Crítico de música pop                          |
| 2003 | Park Mi-ra      | Repórter, Sohn Suk-hee's Focus                 |
| 2005 | Bae Chil-soo    | Anfitrião, Choi Yang-rak's Fun Radio           |
| 2005 | Jung Mi-seon    | Roteirista This Is Lee Moon-sae in the Morning |
| 2005 | Kim Mi-jin      | Anfitrião Choi Yang-rak's Fun Radio            |
| 2005 | Kim Min-jung    | Repórter, Sohn Suk-hee's Focus                 |
| 2005 | Lee Jae-sung    | Anfitrião Radio Dongui Bogam with Lee Jae-sung |
| 2005 | Park Young-hwa  | Radialista, Turbulent Fifties                  |
| 2006 | Go Kyeong-bong  | Repórter, Into the World of Byun Chang-rip     |
| 2006 | Oh Ji-hye       | Roteirista, Sohn Suk-hee's Focus               |
| 2006 | Oh Soo-seok     | Anfitrião, Culture, Let's play                 |
| 2006 | Rhee Ji-yeong   |                                                |
| 2006 | Shin Hae-chul   | Anfitrião, Shin Hae-chul's Ghost Nation        |
| 2007 | Kim Yoo-jung    | Repórter, Sohn Suk-hee's Focus                 |
| 2007 | Yoon Young-wook | Redator editorial, The World and We            |
| 2008 | Yoo Jin         | The World and We                               |
| 2008 | Kim Kang-san    | Radialista, Turbulent Fifties                  |
| 2009 | Jang Jin        | DJ, Radio Book Club                            |
| 2009 | Choi Soo-yeon   | Repórter, Sohn Suk-hee's Focus                 |
| 2009 | Won Ho-seob     | Radialista, Turbulent Fifties                  |
| 2010 | Lee Joo-yeon    | Apresentador, Lee Joo-yeon's Movie Music       |
| 2010 | Kim Yu-ri       | Repórter, 2 o'clock Date                       |

## Prêmio de Conquista
| Ano  | Vencedor(a)      | Notas                                |
| ---- | ---------------- | ------------------------------------ |
| 2002 | Jung Ae-ran      | Country Diaries                      |
| 2003 | Jeon In-taek     | Ator                                 |
| 2003 | Lee Kyung-ho     | Diretor do Sindicato dos Atores      |
| 2004 | Choi Jong-soo    | Diretor, Ode to the Han River        |
| 2005 | Jung Ae-ran      | Atriz                                |
| 2005 | iMBC Corporation | Rádio                                |
| 2006 | Jo So-hye        | Roteirista                           |
| 2007 | Jung Han-heon    | Departamento de Talento da MBC       |
| 2007 | Equipe CG        | The Legend                           |
| 2007 | Kim Hye-kyung    | Designer, Standard FM and Golden Mau |
| 2008 | Choi Jin-sil     | The Last Scandal of My Life          |
| 2009 | Choi Jae-ho      | Ex-gerente de Talentos               |
| 2009 | Heo Gu-yeon      | Comentarista de beisebol             |
| 2009 | Lee Seok-young   | Roteirista Turbulent Fifties         |
| 2009 | Park Jung-ran    | Roteirista, I Love You, Don't Cry    |
| 2010 | Jung Hye-sun     | Home Sweet Home                      |
| 2010 | Na Moon-hee      | It's Me, Grandma                     |
| 2010 | Sung Kyung-seob  | News Touch                           |
| 2011 | Kang Boo-ja      | Indomitable Daughters-in-Law         |
| 2012 | Jo Kyung-hwan    |                                      |
| 2013 | Han Jin-hee      | Pots of Gold                         |
| 2013 | Park Won-sook    | A Hundred Year Legacy                |
| 2014 | Kim Ja-ok        | —                                    |